# Zdeněk Šafář
Zdeněk Šafář (* 27. Juli 1978 in Trutnov, Tschechoslowakei) ist ein ehemaliger tschechischer Freestyle-Skier. Er startete in der Disziplin Skicross.

## Werdegang
Šafář nahm von 1995 bis 2007 als Alpine Skirennläufer vorwiegend an FIS-Rennen teil. Dabei belegte er bei den Juniorenweltmeisterschaften 1997 in Schladming den 53. Platz im Super G sowie den 47 Rang im Riesenslalom und bei den Juniorenweltmeisterschaften 1998 in Megève den 90. Platz im Riesenslalom sowie den 55. Rang im Super G. Im Skicross startete er im März 2003 in Les Contamines erstmals im Freestyle-Skiing-Weltcup, wobei er aber disqualifiziert wurde. Dort erreichte er in der Saison 2004/05 mit dem achten Platz seine erste Top-Zehn-Platzierung im Weltcup. Zudem fuhr er bei den Weltmeisterschaften 2005 in Ruka auf den 34. Platz und bei der Winter-Universiade 2005 in Seefeld in Tirol auf den neunten Rang. In der Saison 2006/07 errang er in Inawashiro mit dem sechsten Platz seine beste Platzierung im Weltcup und zum Saisonende mit dem achten Platz im Skicross-Weltcup sein bestes Gesamtergebnis. Beim Saisonhöhepunkt, den Weltmeisterschaften 2007 in Madonna di Campiglio, kam er auf den 23. Platz. In den folgenden Jahren nahm er an Weltmeisterschaften 2009 in Inawashiro und bei den Olympischen Winterspielen 2010 in Vancouver teil, wobei er die Wettbewerbe vorzeitig beendete.
In der Saison 2010/11 belegte er bei den Weltmeisterschaften 2011 in Deer Valley den 14. Platz und absolvierte in Voss seinen 55. und damit letzten Weltcup, welchen er auf dem 27. Platz beendete.

## Erfolge

### Olympische Spiele
- 2010 Vancouver: DNF Skicross

### Weltmeisterschaften
- 2005 Ruka: 34. Platz Skicross
- 2007 Madonna di Campiglio: 23. Platz Skicross
- 2009 Inawashiro: DNF Skicross
- 2011 Deer Valley: 14. Platz Skicross

### Weltcupwertungen
| Saison  | Gesamt | Gesamt | Skicross | Skicross |
| Saison  | Platz  | Punkte | Platz    | Punkte   |
| ------- | ------ | ------ | -------- | -------- |
| 2003/04 | 150.   | 2      | 41.      | 20       |
| 2004/05 | 97.    | 5      | 31.      | 32       |
| 2005/06 | 88.    | 9      | 24.      | 44       |
| 2006/07 | 40.    | 17     | 8.       | 85       |
| 2007/08 | 97.    | 8      | 27.      | 60       |
| 2008/09 | 92.    | 9      | 28.      | 81       |
| 2009/10 | 134.   | 2      | 51.      | 26       |
| 2010/11 | 127.   | 4      | 37.      | 40       |

### Juniorenweltmeisterschaften
- 1997 Schladming: 47. Platz Riesenslalom, 53. Platz Super G
- 1998 Megeve: 55. Platz Super G, 90. Platz Riesenslalom

### Weitere Erfolge
- Winter-Universiade 2005: 9. Platz Skicross